# 타인호아역

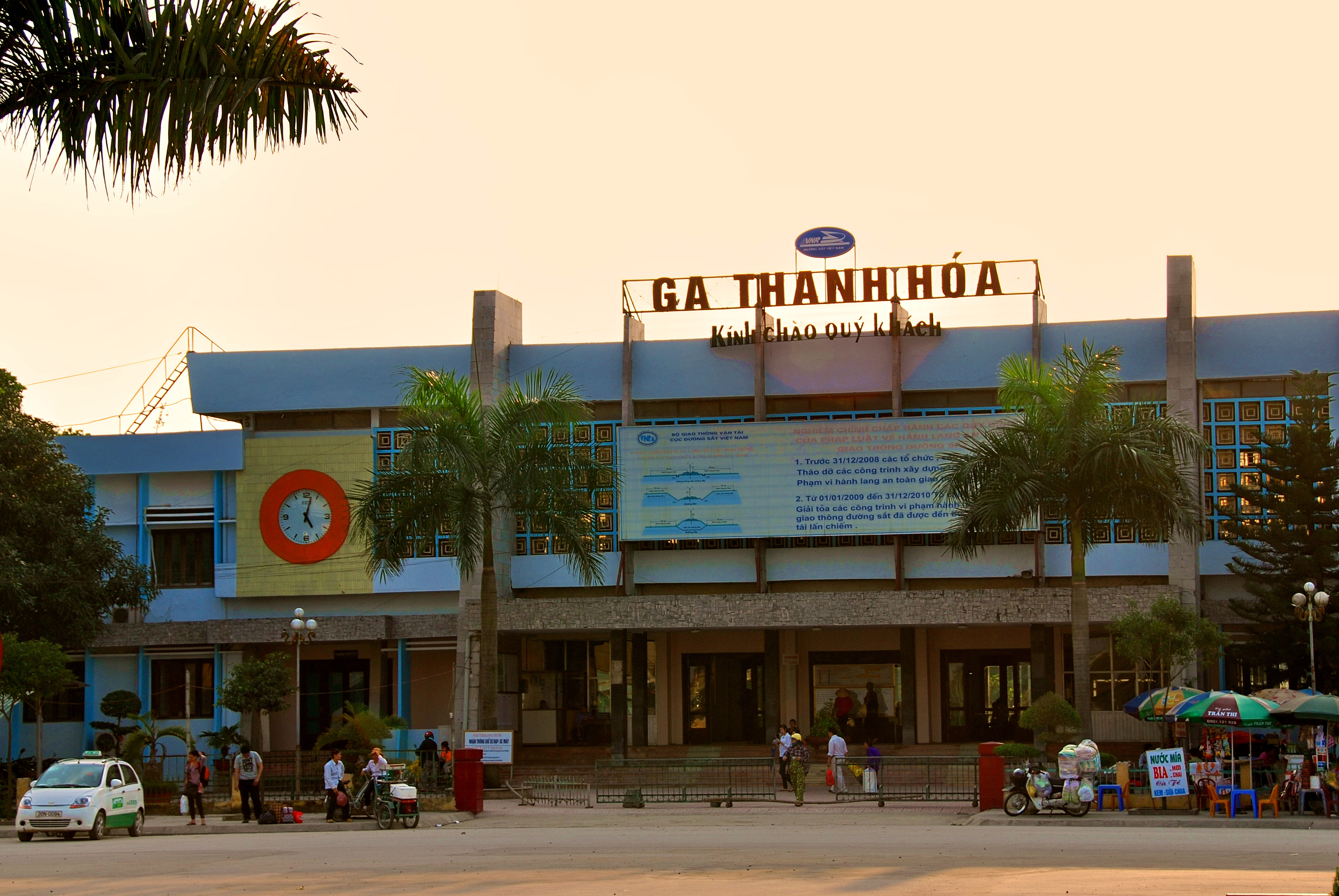

타인호아(베트남어: Thanh Hóa / 淸化, 청화)역은 베트남 타인호아 성의 성도(省都) 타인호아에 있는 철도 역이다. 남북선에 있다.

## 인접 역
| 남북선         | 남북선 | 남북선       |
| -------------- | ------ | ------------ |
| 닌빈 역 하노이 |        | 빈 역 호찌민 |